# هارسيمرات كور بادال
هارسيمرات كور بادال (من مواليد 25 يوليو 1966) وزير مجلس الوزراء للاتحاد من تجهيز الأغذية في حكومة الهند وعضو البرلمان من باثيندا. هي عضوة في الحزب السياسي شيروماني أكالي دال. زوجها سوكبير سينغ بادال وهو نائب رئيس وزراء البنجاب السابق ورئيس شيروماني أكالي دال.

## ولادتها ونشأتها
ولدت هارسيمرات في 25 يوليو 1966 لساتياجيت وسوخمانجوس ماجيثيا في دلهي. انها حققت حققت شهادة جامعية وتحمل شهادة في تصميم النسيج. تزوجت من سوکبیر سینغ بادال في 21 نوفمبر 1991. للزوجين ابنتان وابن. شقيقها بيكرام سينغ ماجيثيا هو عضو في المجلس التشريعي في ولاية البنجاب، الهند من الدائرة الانتخابية وزير سابق في البنجاب حكومة الولاية على يد والدها في القانون بقيادة بركاش سينغ بادال.
ولدت لعائلة تعود جذورها إلى عطار سينغ ماجيثيا، وهو جنرال بارز في جيش مهراجا رانجيت سينغ. ولدت وترعرعت في نيودلهي، هارسيمرات كاور بادال درست لها من مدرسة دير لوريتو، نيودلهي. دخلت هارسيمرات في وقت لاحق في مجال تصميم المنسوجات وتابع دورة لمدة ثلاث سنوات في تصميم المنسوجات.

## في السياسة
بدأت هارسيمرات مسيرتها السياسية في الانتخابات العامة الهندية، 2009. تم انتخابها للوك سابها الخامس عشر من دائرة باثيندا الانتخابية بعد فوزها على مرشح المؤتمر الوطني الهندي رانيندر سينغ بـ 120,960 صوتًا. كان أول خطاب لها في 3 ديسمبر 2009، حيث أعربت عن قلقها إزاء ضحايا وأعمال الشغب التي وقعت عام 1984 ضد السيخ. كانت جزءًا من مشروع اسمه «نانو تشان» لإنقاذ الطفلة والأشجار. أعيد انتخاب هارسيمرات نائبا عن باثيندا في عام 2014 بعد أن هزم المؤتمر الوطني الهندي - مرشح حزب الشعب في البنجاب المشترك، مانبريت سينغ بادال. لهذا، تم تعيينها في حكومة ناريندرا مودي كوزير للدولة لتجهيز الأغذية. وقد تم انتخابها للمرة الثالثة على التوالي من باثيندا في انتخابات لوك سبها، مجلس النواب في البرلمان الهندي 2019. لقد هزمت مرشح الكونغرس امریندر سینغ في معركة عنيفة بحوالي 21000 صوت.
في مايو 2019 ، واصلت وزارة الصناعات الغذائية لها.

## مجلس النواب
| لوك سابها                            | لوك سابها                                      | لوك سابها              |
| ------------------------------------ | ---------------------------------------------- | ---------------------- |
| السابق بارامجيت كور جولشان           | عضو في البرلمان ل Bathinda 2009 حتى الآن       | التالي حاليا في المنصب |
| المكاتب السياسية                     |                                                |                        |
| السابق تشاران داس ماهانت ‏ كوزير دولة | وزير الصناعات الغذائية 26 مايو 2014 - حتى الآن | حاليا في المنصب        |

## روابط خارجية
الموقع الرسمي ل harsimrat badal